# Infiniti EX
Le EX35/37 est le second crossover de la marque Infiniti, lancé en décembre 2007 en Amérique du Nord et à la fin 2008 en Europe de l'Ouest aux côtés des G37 berline, G37 Coupé et FX37/50. Concurrent des X3 BMW, Q5 Audi, GLK Mercedes et autres RX de Lexus, le EX dispose de deux versions différentes: l'une pour le marché nord-américain (EX35), l'autre pour le marché européen (l'EX37) ayant chacune leur moteur. En 2010, il reçoit une motorisation diesel pour l'Europe.

## Motorisations
Il est équipé de deux V6 essences :
- EX35 : V6 3.5 L 297 ch. Pour l'Amérique du Nord.
- EX37 : V6 3.7 L 320 ch. Pour l'Europe.

Il est uniquement disponible avec une boîte auto à sept rapports en quatre roues motrices ou en propulsion (Amérique du Nord uniquement).
Depuis 2010, l'EX existe aussi avec un moteur diesel:
- EX30d : V6 3.0d L FAP 238 ch.

## Galerie photos

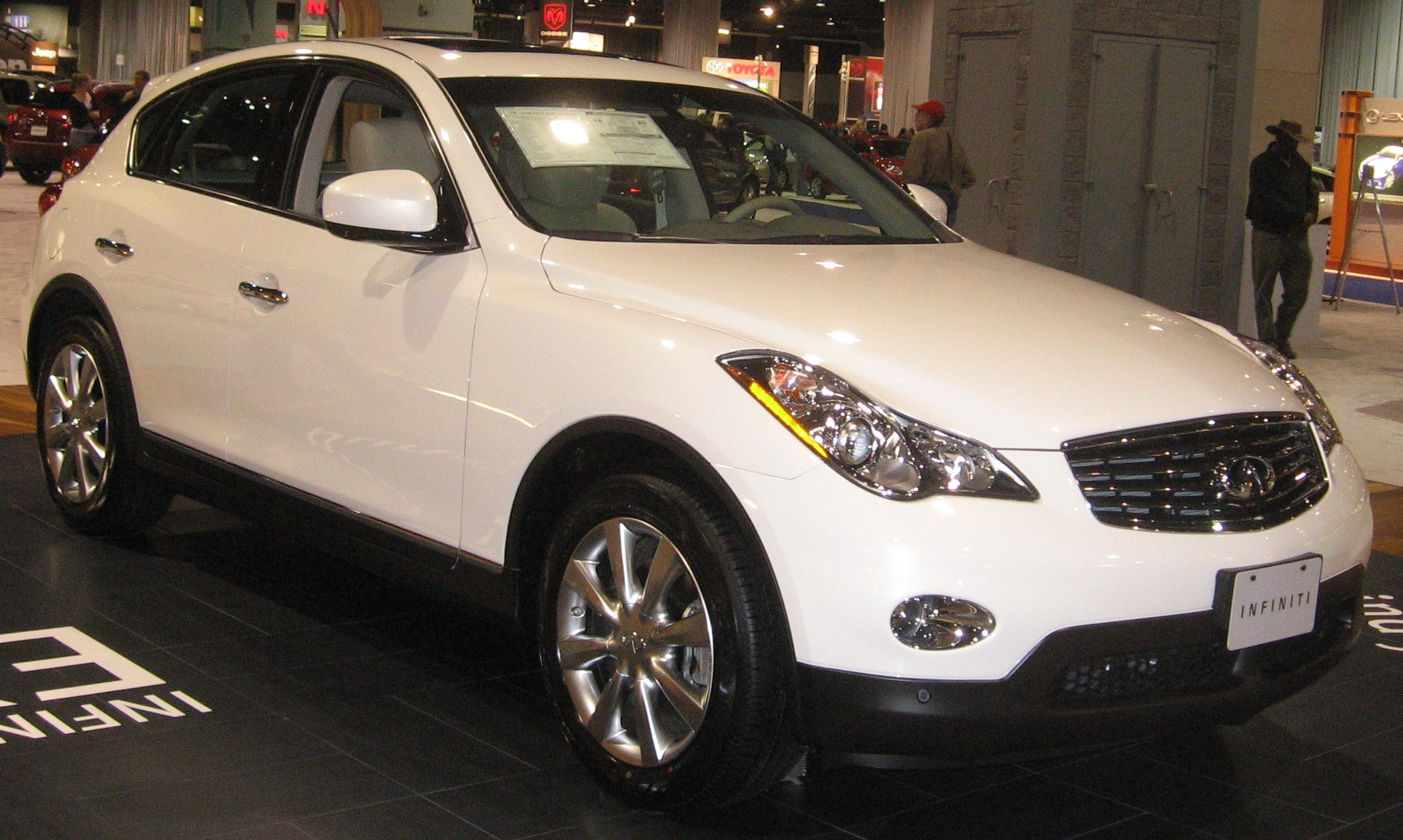
EX
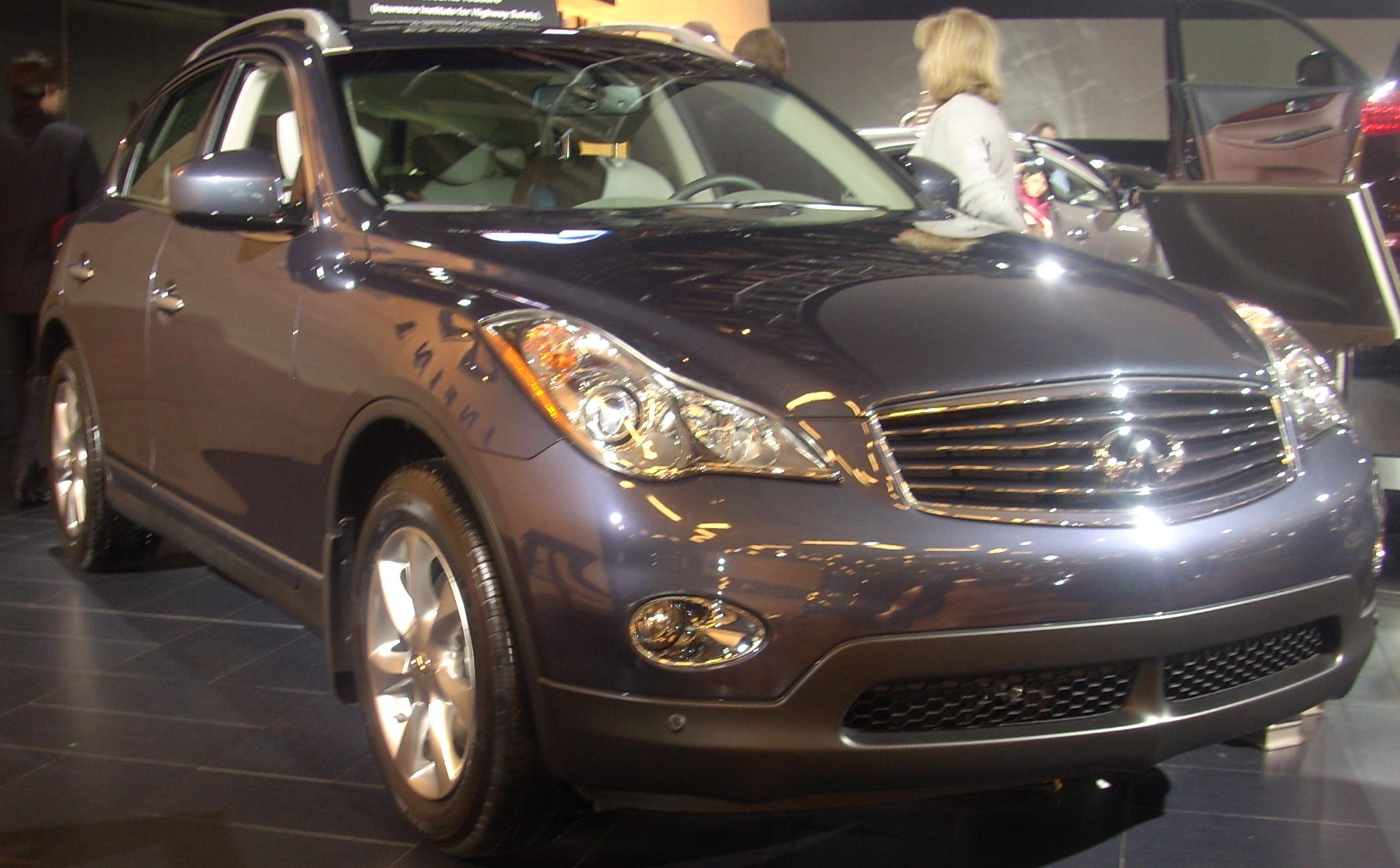
EX

## Ventes

### États-Unis
| Année         | Ventes | Diff.     |
| ------------- | ------ | --------- |
| 2007 (1 mois) | 305    |           |
| 2008          | 12 873 | +4120,7 % |
| 2009          | 7 950  | -38,2 %   |
| 2010          | 8 312  | +4,6 %    |
| Total         | 29 441 |           |

NB : L'EX a été lancé en décembre 2007.

### Canada
| Année | Ventes | Diff.   |
| ----- | ------ | ------- |
| 2008  | 2 300  |         |
| 2009  | 1 785  | -22,4 % |
| 2010  | 1 925  | +7,8 %  |
| Total | 6 010  |         |

### France[6]
| Année  | 2008 | 2009 | 2010 | 2011 | 2012 | Total |
| ------ | ---- | ---- | ---- | ---- | ---- | ----- |
| Ventes | 5    | 30   | 45   | 64   | 70   | 214   |